# U 3 (U-Boot, 1909–1915)
U 3 war ein Versuchs-U-Boot der k.u.k. Kriegsmarine und das Typschiff einer aus nur zwei Booten bestehenden, Klasse.

## Vor- und Entwicklungsgeschichte
Die Bestellung bei der Germaniawerft in Kiel erfolgte 1906, der endgültige Bauauftrag mit der Baunummer 135, am 12. März 1907. Es war ein Zweihüllenboote französischer Bauart nach den Plänen von Maxime Laubeuf. Am 20. August 1908 lief das erste U-Boot der k.u.k. Kriegsmarine, U 3, in Norddeutschland vom Stapel. Nach der Fertigstellung fuhr das U-Boot über den Kaiser-Wilhelm-Kanal in die Elbmündung bei Brunsbüttel von hier wurden sie mit einem Hochseeschlepper Gladiator über Gibraltar und Malta in den k.u.k. Kriegshafen nach Pola geschleppt, wo es am 24. Januar 1909 eintraf.

## Bau und Technik
Das Boot hat nur ungenügenden Taucheigenschaften, sodass es bereits am Beginn seiner Dienstzeit mehrfach modifiziert werden musste. Die Bewaffnung bestand aus zwei Torpedorohren am Bug und Heck und einer 3,7-cm-Revolverkanone, diese wurde im Jahre 1915 durch ein 7-cm-L/26 Deckgeschütz von Škoda ersetzt. Es wurden drei Torpedos zum Nachladen mitgeführt.
Es war 43,20 m lang, 3,80 m breit, hatte einen Tiefgang von 2,95 m sowie eine Verdrängung von 240 Tonnen über und 300 Tonnen unter Wasser.
Der Antrieb erfolgte über Wasser mit einem 300 PS starken Acht-Zylinder-Zweitakt-Petroleummotor und unter Wasser mit einem Elektromotoren mit 160 PS. Damit waren Geschwindigkeiten von 12 kn (über Wasser) bzw. 8,5 kn (unter Wasser) möglich.

## Einsätze und Verbleib
U 3 wurde zunächst als Schulboot eingesetzt, vor Kriegsausbruch machte es nicht selten bis zu zehn Ausbildungsfahrten monatlich. Bei Kriegsbeginn war es eines von nur vier U-Booten, die der k.u.k. Kriegsmarine zu diesem Zeitpunkt zur Verfügung standen. Die Hauptaufgabe des Bootes waren Aufklärungsfahrten von seinem Heimathafen Cattaro aus.
Während dieser Einsatzzeit konnte kein feindliches Schiff versenkt werden.
Am 10. August 1915 lief das Boot aus, um einen Patrouillenvorstoß in Richtung Brindisi durchzuführen. Vormittags am 12. August 1915 sichtete U 3 den italienischen Hilfskreuzer Città di Catania und schoss im Unterwasserangriff beide Torpedos auf ihn ab. Diese verfehlten jedoch ihr Ziel, da der Hilfskreuzer die Torpedolaufbahnen bemerkt hatte und ihnen ausweichen konnte. Durch die Hartruderlage gelang es dann der Città di Catania, das Sehrohr von U 3 zu rammen und selbst unbeschädigt abzulaufen, nicht ohne über Funk die alliierten Zerstörerverbände in diesem Bereich der Adria zu alarmieren.
U 3 konnte noch auftauchen, es war jedoch durch den Rammstoß tauchunfähig geworden. Das Boot versuchte nunmehr in Richtung dalmatinische Küste zu entkommen. Dies gelang zunächst, bis es am Nachmittag des 13. August 1915 vom französischen Zerstörer Bisson entdeckt und durch Artilleriefeuer versenkt wurde. Eine Kapitulation hatte der Kommandant, Linienschiffsleutnant Karl Strnad, zuvor abgelehnt.
Beim Untergang des Bootes kamen der Kommandant und sechs weitere Besatzungsmitglieder ums Leben. Der zweite Offizier, Fregattenleutnant Elemer Malanotti und 13 Matrosen wurden von der Bisson in Kriegsgefangenschaft genommen.
Die Untergangsstelle liegt etwa bei 41° 0′ N, 18° 15′ O.

## Kommandanten von U 3
| Dienstgrad            | Name                                  | von            | bis            |
| --------------------- | ------------------------------------- | -------------- | -------------- |
| Linienschiffsleutnant | Emmerich Graf von Thun und Hohenstein | September 1909 | September 1910 |
| Linienschiffsleutnant | Lothar Leschanowsky                   | Oktober 1910   | April 1911     |
| Linienschiffsleutnant | Richard Gstettner                     | Mai 1911       | April 1912     |
| Linienschiffsleutnant | Eduard Ritter von Hübner              | Mai 1912       | Juni 1915      |
| Linienschiffsleutnant | Karl Strnad                           | Juli 1915      | August 1915    |